# جيري رينولدز (مدرب كرة سلة)
جيري رينولدز (بالإنجليزية: Jerry Reynolds)‏ هو مدرب كرة سلة أمريكي، ولد في 29 يناير 1944 في فرنتش ليك في الولايات المتحدة.

## روابط خارجية
- جيري رينولدز على موقع سبورتس رفرنس (الإنجليزية)